# نالینتیپ ساکولونگومپای
نالینتیپ ساکولونگومپای (تایلندی: นลินทิพย์ สกุลอ่องอำไพ؛ زادهٔ ۱۲ اوت ۱۹۹۰) که همچنین به نام بوآ نالینتیپ (به تایلندی: บัว นลินทิพย์)معروف است، بازیگر و مدل تایلندی است. نالینتیپ در سال ۲۰۰۶ فعالیت خود را شروع کرد. او به خاطر نقش آفرینی در سریال گناه صورتی (با عنوان جهانی: Tra Barb See Chompoo) تولید سال ۲۰۱۸ و سریال پراموک (Praomook) تولید سال ۲۰۲۱، هر دو سریال منعلق به کانال ۳ تلویزیون تایلند شناخته شده‌است.

## دوران ابتدایی زندگی و تحصیل
نالینتیپ در روز ۱۲ اوت ۱۹۹۰، در بانکوک تایلند به دنیا آمد. او دورهٔ آموزش متوسطه خود را در مدرسه سریبونیانون در نونتابوری، تایلند طی کرد. نالینتیپ مدرک کارشناسی خود را در رشته هنرهای ارتباطات از دانشگاه سوان سوناندا راجابات (Suan Sunandha Rajabhat) در بانکوک، تایلند دریافت کرد.

## دوران حرفه ای
نالینتیپ با حضور در رقابت جشنوارهٔ زیبایی میس تین تایلند، وارد صنعت سرگرمی تایلند شد. حضور او در این رقابت، راهگشای حرفهٔ بازیگری بود. او در چند نمایش دیگر شرکت کرد.
در سال ۲۰۱۴، نالینتیپ اولین بازی خود را با ایفای نقش اصلی جومیم در سریال درام روک نیجی جود های (Ruk Nee Jhe Jud Hai) انجام داد. در ادامه حرفهٔ بازیگری، در چند سریال در نقش مکمل ظاهر شد.
در سال ۲۰۱۸، او در سریال درام  تو خود منی  (Khun Mae Suam Roy)، نقش اصلی خواهر دوقلو به نام‌های سی‌ریا و سی‌نا را بازی کرد. او به خاطر بازی در نقش سی‌نا که مهربان بود و نقش سی‌ریا که کله‌شق و سرکش بود به محبوبت دست یافت. نالینتیپ در همان سال، در کنار ناواش پوپانتاچی، نقش اصلی را در سریال درام گناه صورتی (Tra Barb See Chompoo) اجرا کرد. این سریال هم در داخل کشور و هم در سطح جهانی به موفقیت دست یافت. او به خاطر نقش آفرینی در این فیلم، در حد وسیعی محبوب و شناخته شد.
در سال ۲۰۲۱، او با بازی در قالب شخصیت پراموک در سریال درام پراموک، درخشید. او نقش پراموک یا موک را در برابر ناواش پوپانتاچی، که نقش چالنتورن را بازی می‌کرد، به نمایش گذاشت که این سریال یک ماجرای خاص را خلق می‌کند که با یک رابطه عشق-نفرت شروع می‌شود. ولی در نهایت آنها عاشق یکدیگر می‌شوند و در این مسیر با موانع زیادی روبرو می‌شوند.

## فیلم‌شناسی
سریال تلویزیونی درام
| سال  | نام سریال   | نقش          | شبکه    | نکات     | مرجع   |
| ---- | ----------- | ------------ | ------- | -------- | ------ |
| ۲۰۱۷ | امواج زندگی |              | کانال ۳ |          | [ ۷ ]  |
| ۲۰۱۸ | تو خود منی  | سی‌نا / سی‌ریا | کانال ۳ | نقش اصلی |        |
| ۲۰۱۸ | گناه صورتی  |              | کانال ۳ |          | [ ۸ ]  |
| ۲۰۲۱ | پراموک      | پراموک (موک) | کانال ۳ | نقش اصلی | [ ۱۱ ] |